# Mahmoud Guendouz
Mahmoud Guendouz (en arabe : محمود قندوز) est un footballeur international algérien né le 24 février 1953 à El Harrach à Alger. Il évoluait au poste de défenseur central. Il a joué au NAHD,  WABoufarik, et Martigues.
Il compte 74 sélections en équipe nationale entre 1977 et 1986.

## Biographie
Joueur du NA Hussein Dey, il est le capitaine de la glorieuse équipe d'Algérie des années 1980 avec laquelle il reçoit un total de 74 sélections. Il participe à deux Coupes du monde avec l'Algérie : en 1982 puis en 1986. Avec Faouzi Mansouri, il est le troisième joueur algérien (derrière Rafik Halliche et Raïs Mbolhi) qui dispose du temps de jeu le plus important en phase finale de la coupe du monde (540 minutes).
Après sa carrière de joueur il devient l'entraîneur du FC Martigues, en troisième puis en deuxième division. Il est par la suite l'entraîneur de l'équipe libanaise du Nejmeh SC.

## Carrière
- 1975-1984 :  NA Hussein Dey
- 1984-1985 :  FC Martigues
- 1985-1987 :  JS El Biar[2]

## Palmarès

### En clubs
- Finaliste de la Coupe d'Afrique des vainqueurs de coupe en 1978 avec le NA Hussein Dey.
- Vainqueur de la Coupe d’Algérie en 1979 avec le NA Hussein Dey.
- Finaliste de la Coupe d'Algérie en 1977 et 1982 avec le NA Hussein Dey.

### En équipe nationale
- Finaliste de la Coupe d'Afrique des nations 1980.
- Médaillé de Bronze aux Jeux méditerranéens de 1979 à Split.

### Matchs internationaux
| Date       | Lieu            | Compétition | Pays            | Score | Pays                |
| 17-2-1977  | Alger           | Q.CAN 1978  | Algérie         | 4 - 1 | Kenya               |
| 28-2-1977  | Alger           | Q.C.M 1978  | Algérie         | 1 - 1 | Tunisie             |
| 1-5-1977   | Alger           | Amical      | Algérie         | 2 - 0 | Sénégal             |
| 10-5-1977  | Alger           | Amical      | Algérie         | 4 - 2 | Paris PSG           |
| 17-5-1977  | France          | Amical      | Paris PSG       | 1 - 1 | Algérie             |
| 26-6-1977  | Zambie          | Q.CAN 1978  | Zambie          | 2 - 0 | Algérie             |
| 24-6-1979  | Alger           | Q.CAN 1980  | Algérie         | 3 - 1 | Libye               |
| 21-9-1979  | Yougoslavie     | J.M 1979    | Algérie         | 1 - 1 | France Ol           |
| 27-9-1979  | Yougoslavie     | J.M 1979    | Yougoslavie     | 3 - 2 | Algérie             |
| 1-11-1979  | Alger           | Amical      | Algérie         | 0 - 1 | Bayern Munich       |
| 9-12-1979  | Maroc           | Q.J.O 1980  | Maroc           | 1 - 5 | Algérie             |
| 21-12-1979 | Alger           | Q.J.O 1980  | Algérie         | 3 - 0 | Maroc               |
| ?-?-1980   | Alger           | Amical      | Algérie         | 0 - 0 | Dynamo Moscou       |
| 9-3-1980   | Nigeria         | CAN 1980    | Algérie         | 0 - 0 | Ghana               |
| 13-3-1980  | Nigeria         | CAN 1980    | Algérie         | 1 - 0 | Maroc               |
| 16-3-1980  | Nigeria         | CAN 1980    | Algérie         | 3 - 2 | Guinée              |
| 31-5-1980  | Sierra Leone    | Q.C.M 1982  | Sierra Leone    | 2 - 2 | Algérie             |
| 13-6-1980  | Oran            | Q.C.M 1982  | Algérie         | 3 - 1 | Sierra Leone        |
| 20-7-1980  | Moscou          | J.O 1980    | Algérie         | 3 - 0 | Syrie               |
| 22-7-1980  | Moscou          | J.O 1980    | Algérie         | 0 - 1 | R.D.Allemagne       |
| 24-7-1980  | Moscou          | J.O 1980    | Algérie         | 1 - 1 | Espagne             |
| 27-7-1980  | Moscou          | J.O 1980    | Algérie         | 0 - 3 | Yougoslavie         |
| 19-11-1980 | Pologne         | Amical      | Pologne         | 5 - 1 | Algérie             |
| 5-12-1980  | Constantine     | Amical      | Algérie         | 4 - 1 | Chine               |
| 12-12-1980 | Constantine     | Q.C.M 1982  | Algérie         | 2 - 0 | Soudan              |
| 28-12-1980 | Soudan          | Q.C.M 1982  | Soudan          | 1 - 1 | Algérie             |
| 3-4-1981   | Oran            | Amical      | Algérie         | 2 - 0 | Sénégal             |
| 10-4-1981  | Oran            | Q.CAN 1982  | Algérie         | 5 - 1 | Mali                |
| 19-4-1981  | Mali            | Q.CAN 1982  | Mali            | 3 - 0 | Algérie             |
| 1-5-1981   | Constantine     | Q.C.M 1982  | Algérie         | 4 - 0 | Niger               |
| 31-5-1981  | Niger           | Q.C.M 1982  | Niger           | 1 - 0 | Algérie             |
| 30-8-1981  | Oran            | Q.CAN 1982  | Algérie         | 7 - 0 | Burkina Faso        |
| 20-9-1981  | Burkina Faso    | Q.CAN 1982  | Burkina Faso    | 1 - 1 | Algérie             |
| 10-10-1981 | Nigeria         | Q.C.M 1982  | Nigeria         | 0 - 2 | Algérie             |
| 30-10-1981 | Constantine     | Q.C.M 1982  | Algérie         | 2 - 1 | Nigeria             |
| 1-11-1981  | Alger           | Amical      | Algérie         | 1 - 0 | Atlético Mineiro    |
| 9-1-1982   | Alger           | Amical      | Algérie         | 1 - 2 | Bordeaux            |
| 7-2-1982   | Tunisie         | Amical      | Tunisie         | 0 - 1 | Algérie             |
| 15-4-1982  | Alger           | Amical      | Algérie         | 1 - 0 | Benfica Lisbonne    |
| 18-4-1982  | Alger           | Amical      | Algérie         | 1 - 1 | Lille               |
| 25-4-1982  | Alger           | Amical      | Algérie         | 1 - 1 | Pérou               |
| 28-4-1982  | Alger           | Amical      | Algérie         | 2 - 0 | Irlande             |
| 1-5-1982   | Alger           | Amical      | Algérie         | 2 - 1 | Real Madrid         |
| 24-5-1982  | France          | Amical      | Lyon            | 1 - 2 | Algérie             |
| 29-5-1982  | Suisse          | Amical      | Lausanne        | 0 - 4 | Algérie             |
| 10-6-1982  | Espagne         | Amical      | Real Oviedo     | 0 - 1 | Algérie             |
| 16-6-1982  | Espagne         | C.M 1982    | Algérie         | 2 - 1 | R.F.Allemagne       |
| 21-6-1982  | Espagne         | C.M 1982    | Algérie         | 0 - 2 | Autriche            |
| 24-6-1982  | Espagne         | C.M 1982    | Algérie         | 3 - 2 | Chili               |
| 19-12-1982 | Tunisie         | Amical      | Tunisie         | 0 - 1 | Algérie             |
| 17-1-1983  | Alger           | Amical      | Algérie         | 1 - 1 | Ipswich Town FC     |
| 22-2-1983  | Setif           | Amical      | Algérie         | 4 - 0 | Carl Zeiss Jena FC  |
| 24-2-1983  | Oran            | Amical      | Algérie         | 2 - 0 | Vojvodina Novi Sad  |
| 9-3-1983   | Alger           | Amical      | Algérie         | 3 - 1 | Nottingham Forest   |
| 8-4-1983   | Alger           | Q.CAN 1984  | Algérie         | 6 - 2 | Benin               |
| 24-4-1983  | Benin           | Q.CAN 1984  | Benin           | 1 - 1 | Algérie             |
| 28-5-1983  | Ouganda         | Q.J.O 1984  | Ouganda         | 4 - 1 | Algérie             |
| 7-8-1983   | France          | Amical      | Algérie         | 2 - 3 | Bulgarie            |
| 14-8-1983  | Sénégal         | Q.CAN 1984  | Sénégal         | 1 - 1 | Algérie             |
| 23-8-1983  | Alger           | Amical      | Algérie         | 3 - 0 | Côte d'Ivoire       |
| 28-8-1983  | Alger           | Q.CAN 1984  | Algérie         | 2 - 0 | Sénégal             |
| 11-9-1983  | Maroc           | J.M 1983    | Algérie         | 2 - 3 | Tunisie             |
| 13-9-1983  | Maroc           | J.M 1983    | Algérie         | 1 - 0 | Turquie Am          |
| 30-11-1983 | Alger           | Amical      | Algérie         | 1 - 2 | Suisse              |
| 28-12-1983 | Tlemcen         | Amical      | Algérie         | 0 - 1 | Barcelone Espanyol  |
| 6-1-1984   | Alger           | Q.J.O 1984  | Algérie         | 1 - 1 | Egypte              |
| 7-2-1984   | Alger           | Amical      | Algérie         | 1 - 1 | Roumanie            |
| 17-2-1984  | Egypte          | Q.J.O 1984  | Egypte          | 1 - 0 | Algérie             |
| 21-2-1984  | Arabie Saoudite | Amical      | Arabie Saoudite | 4 - 2 | Algérie             |
| 25-2-1984  | Alger           | Amical      | Algérie         | 0 - 0 | Manchester United   |
| 5-3-1984   | Côte d'Ivoire   | CAN 1984    | Algérie         | 3 - 0 | Malawi              |
| 8-3-1984   | Côte d'Ivoire   | CAN 1984    | Algérie         | 2 - 0 | Ghana               |
| 11-3-1984  | Côte d'Ivoire   | CAN 1984    | Algérie         | 0 - 0 | Nigeria             |
| 14-3-1984  | Côte d'Ivoire   | CAN 1984    | Algérie         | 0 - 0 | Cameroun            |
| 17-3-1984  | Côte d'Ivoire   | CAN 1984    | Algérie         | 3 - 1 | Egypte              |
| 10-10-1984 | R.D.Allemagne   | Amical      | R.D.Allemagne   | 5 - 2 | Algérie             |
| 1-11-1984  | Alger           | Amical      | Algérie         | 0 - 1 | Gremio Porto Alegre |
| 5-2-1985   | Alger           | Amical      | Algérie         | 3 - 2 | Juventus            |
| 8-3-1985   | Alger           | Q.CAN 1986  | Algérie         | 4 - 0 | Mauritanie          |
| 31-3-1985  | Angola          | Q.C.M 1986  | Angola          | 0 - 0 | Algérie             |
| 19-4-1985  | Alger           | Q.C.M 1986  | Algérie         | 3 - 2 | Angola              |
| 13-7-1985  | Alger           | Q.C.M 1986  | Algérie         | 2 - 0 | Zambie              |
| 28-7-1985  | Zambie          | Q.C.M 1986  | Zambie          | 0 - 1 | Algérie             |
| 6-10-1985  | Tunisie         | Q.C.M 1986  | Tunisie         | 1 - 4 | Algérie             |
| 18-10-1985 | Alger           | Q.C.M 1986  | Algérie         | 3 - 0 | Tunisie             |
| 22-1-1986  | Sidi Bel Abbes  | Amical      | Algérie         | 0 - 0 | Eindhoven PSV       |
| 17-2-1986  | Arabie Saoudite | Amical      | Arabie Saoudite | 0 - 0 | Algérie             |
| 21-2-1986  | Arabie Saoudite | Amical      | Arabie Saoudite | 1 - 1 | Algérie             |
| 25-2-1986  | Alger           | Amical      | Algérie         | 4 - 1 | Mozambique          |
| 8-3-1986   | Egypte          | CAN 1986    | Algérie         | 0 - 0 | Maroc               |
| 11-3-1986  | Egypte          | CAN 1986    | Algérie         | 0 - 0 | Zambie              |
| 14-3-1986  | Egypte          | CAN 1986    | Algérie         | 2 - 3 | Cameroun            |
| 16-4-1986  | Alger           | Amical      | Algérie         | 1 - 1 | Fluminense          |
| 24-4-1986  | Alger           | Amical      | Algérie         | 0 - 0 | Porto FC            |
| 29-4-1986  | Belgique        | Amical      | Beveren KSK     | 0 - 2 | Algérie             |
| 6-5-1986   | Suisse          | Amical      | Suisse          | 2 - 0 | Algérie             |
| 3-6-1986   | Mexique         | C.M 1986    | Algérie         | 1 - 1 | Irelande du Nord    |
| 6-6-1986   | Mexique         | C.M 1986    | Algérie         | 0 - 1 | Brésil              |
| 13-6-1986  | Mexique         | C.M 1986    | Algérie         | 0 - 3 | Espagne             |